# Cambieure
Cambieure är en kommun i departementet Aude i regionen Occitanien  i södra Frankrike. Kommunen ligger  i kantonen Alaigne som ligger i arrondissementet Limoux. År 2022 hade Cambieure 322 invånare.

## Befolkningsutveckling
Antalet invånare i kommunen Cambieure
Referens: INSEE